# Dictyophara eugeniae
Dictyophara eugeniae är en insektsart som först beskrevs av Stsl 1859.  Dictyophara eugeniae ingår i släktet Dictyophara och familjen Dictyopharidae. Inga underarter finns listade i Catalogue of Life.